# نهاد ألتين كايا
نهاد ألتين كايا (بالتركية: Nihat Altınkaya)‏ (من موليد 28 سبتمبر 1979 في كارابوك) هو ممثل تركي ورياضي.

نهاد ألتين كايا بدور أولوف في مسلسل المؤسس عثمان

## روابط خارجية
- نهاد ألتين كايا على موقع IMDb (الإنجليزية)